# لورا دیاس
لورا دیاس (انگلیسی: Laura Deas؛ زادهٔ ۱۹ اوت ۱۹۸۸) ورزشکار اسکلتون اهل بریتانیا است. اسکلتون یکی از رشته‌های ورزشی زمستانی است که در آن ورزشکاران با سرعت بالا روی یک سورتمه کوچک در مسیر یخی حرکت می‌کنند. این ورزش نیاز به مهارت، دقت و واکنش‌های سریع دارد.
وی در مسابقات کشوری و بین‌المللی در مجموع برندهٔ ۱ مدال برنز این مدال نشان‌دهنده عملکرد قابل توجه او در سطح رقابت‌های حرفه‌ای است. یکی از مهم‌ترین افتخارات او، حضور در بازی‌های المپیک زمستانی ۲۰۱۸ بوده است، جایی که توانست در رقابت‌های اسکلتون بدرخشد. 